# ХАДИ-9

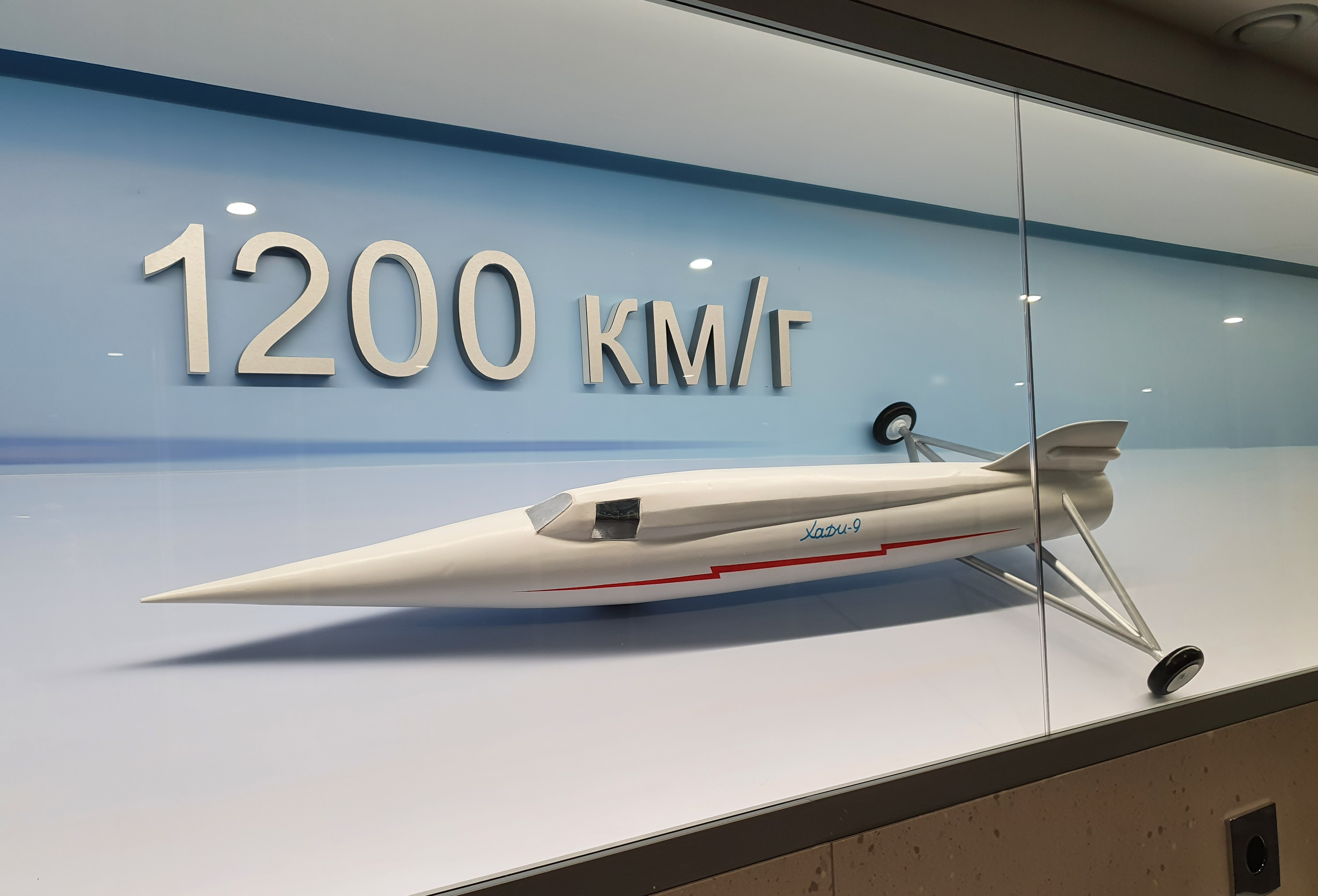
Макет ХАДИ-9

ХАДИ-9 — советский турбореактивный автомобиль из серии ХАДИ, проектировавшийся с 1968 года и построенный в 1978 году для установления абсолютного рекорда скорости на суше. Единственный автомобиль в СССР такого типа.
В рекордных заездах не участвовал, испытывался на аэродроме и на соляной поверхности пересыхающего озера Баскунчак. Снимался в фильме «Скорость» под названием Игла-09-SR.

## Технические характеристики
Длина 11 м.
Высота 1,1 м.
Масса 2500 кг.
Расчётная скорость 1200 км/час.
Силовой агрегат — турбореактивный двигатель РД-9БФ.
Тяга двигателя 5500 кгс. По другим данным двигатель РД-9 имел максимальную тягу в форсажном режиме до 3800 кгс.
Автомобиль имел обтекаемую сигарообразную форму и в целом был похож на первые баллистические ракеты типа ФАУ-2, только вместо четырёх он имел один стабилизатор и двигался параллельно земле на колёсах.
Наружный корпус изготовлен из стеклопластикового волокна на металлическом каркасе. Колёса имели гидравлическую подвеску. Задние колёса стояли на выносных штангах далеко от корпуса для улучшения устойчивости на трассе слишком узкого автомобиля, а также для дополнительной аэродинамической стабилизации на высокой скорости. Два передних колеса находились внутри обтекаемого корпуса позади кабины пилота. Торможение осуществлялось последовательным введением воздушных заслонок, увеличивающих сопротивление воздуха, а затем парашюта. Также был возможен реверс авиационного двигателя.

## История создания
В 1960-х годов перед лабораторией скоростных автомобилей Харьковского автодорожного института была поставлена цель достичь скорости 1000 км/час, на тот момент ещё не взятой американскими и английскими конкурентами. Проектирование и создание конструкции автомобиля началось в 1968 году, руководил проектом Никитин Владимир Константинович.
После рекордного заезда американского автомобиля Blue Flame на бонневильском соляном плато со скоростью 1014 км в час в 1970-м году инженеры стали готовить строящийся автомобиль к другому более значимому скоростному пределу — преодолению звукового барьера 1190 км/ч. Набрать необходимую скорость в 1200 км/час надеялись за счёт лёгкого корпуса и форсирования авиадвигателя.
Пилоты автомобиля сомневались в достижимости рубежа в 1000 км/ч и тем более скорости звука, так как автомобиль не имел достаточной тяговооружённости. Двигатель РД-9 без форсирования развивал тягу до 2800 кгс, с форсированием до 3800 кгс, в то время как тот же рекордный автомобиль Blue Flame похожего размера обладал ракетным двигателем с тягой в 5900 кгс и едва смог перешагнуть 1000 км/час. Но потолок в 700—800 км/ч считался вполне реальным.
В 1978 году ХАДИ-9 был построен и побывал на экспозиции ВДНХ в Москве.
Из-за отсутствия подходящей трассы и необходимого финансирования попыток установить на нём рекорд скорости не предпринималось и готовый автомобиль несколько лет простоял в гаражах Харьковского автодорожного института.

## Испытания и съёмки в кино
Для адекватных испытаний такого автомобиля и выхода на максимальную скорость нужна прямая и очень ровная трасса длиной около 10 километров. Искусственные трассы такой длины не строились. Существовавшие авиационные аэродромы и автомобильные испытательные полигоны для этого слишком коротки. Единственное место в СССР, где могла быть обустроена такая трасса при минимальных расходах, было соляное дно пересыхающего озера Баскунчак, похожего на американское высохшее Бонневильское озеро, где происходит большинство рекордных заездов. Но в 1963 году из-за увеличения соледобычи все заезды на этом озере прекращены и дно его превращено в карьер. Потому максимальная скорость, на которую был способен ХАДИ-9, осталась неизвестна.
Испытательные короткие заезды произошли на аэродромах в Чугуеве и в Волгограде и на оставшихся ненарушенных участках озера Баскунчак во время съёмок фильма «Скорость» и были оплачены из киносъёмочного бюджета. По заявлению режиссёра Дмитрия Светозарова, при съёмках фильма «ХАДИ-9» два раза испытывали на взлётной полосе киевского военного аэродрома, при этом достигалась скорость около 300 км/ч. По неподтверждённым данным, автомобиль развивал скорость около 400 км/ч. Также, по словам Светозарова, группа каскадёров без оглашения остальной съёмочной группы и конструкторов, однажды разогнали реактивную повозку до 500 км/ч.
После окончания съёмок автомобиль привезли обратно в Харьков, где оставили на долгое время без ухода, забыв даже помыть. Неубранная с корпуса и внутренних деталей баскунчакская соль вызвала интенсивную коррозию лёгких металлических конструкций и быстрое разрушение машины.